# Remy Van Lierde
Remy Van Lierde (Overboelare, 14 augustus 1915 – Lessen, 8 juni 1990) was een kolonel in de Belgische luchtmacht. Hij vocht tijdens de Tweede Wereldoorlog in de luchtgevechten van de Slag om Engeland.

## Levensloop
In 1935 startte zijn carrière als gevechtspiloot. Tijdens de Achttiendaagse Veldtocht (1940) deed Van Lierde enkele verkenningsvluchten; na de capitulatie vluchtte hij naar Engeland via Frankrijk en Spanje. Aan de Frans-Spaanse grens werd hij opgepakt. Hij verbleef van 1940 tot 1941 in de staatsgevangenis van Miranda de Ebro, doch hij kon ontsnappen (1941). In Engeland volgde hij een bijkomende opleiding bij de Royal Air Force.
In zijn gevechten in de Slag om Engeland haalde hij 7 Duitse vliegtuigen neer en 37 vliegende bommen; met zijn jachtbommenwerper beschadigde hij 6 boten, 9 locomotieven en 250 voertuigen. Hij werd gedecoreerd met het Distinguished Flying Cross.
Teruggekeerd naar de Belgische Luchtmacht in 1946 ontving Van Lierde de benoeming tot majoor. Hij was tijdelijk commandant van de Vliegbasis Bevekom. Nadien had hij nog dienst in Belgisch-Congo. In 1958 was hij bij de eerste Belgische piloten die door de geluidsbarrière vloog. In 1968 verliet hij de actieve dienst met de graad van kolonel.
Van Lierde stierf in 1990. In 2011 werd in Overboelare een herdenkingsmonument voor hem opgericht. De Majoor Van Lierdebrug in Overboelaere, een brug over de Dender, is naar hem vernoemd.